# Cântare

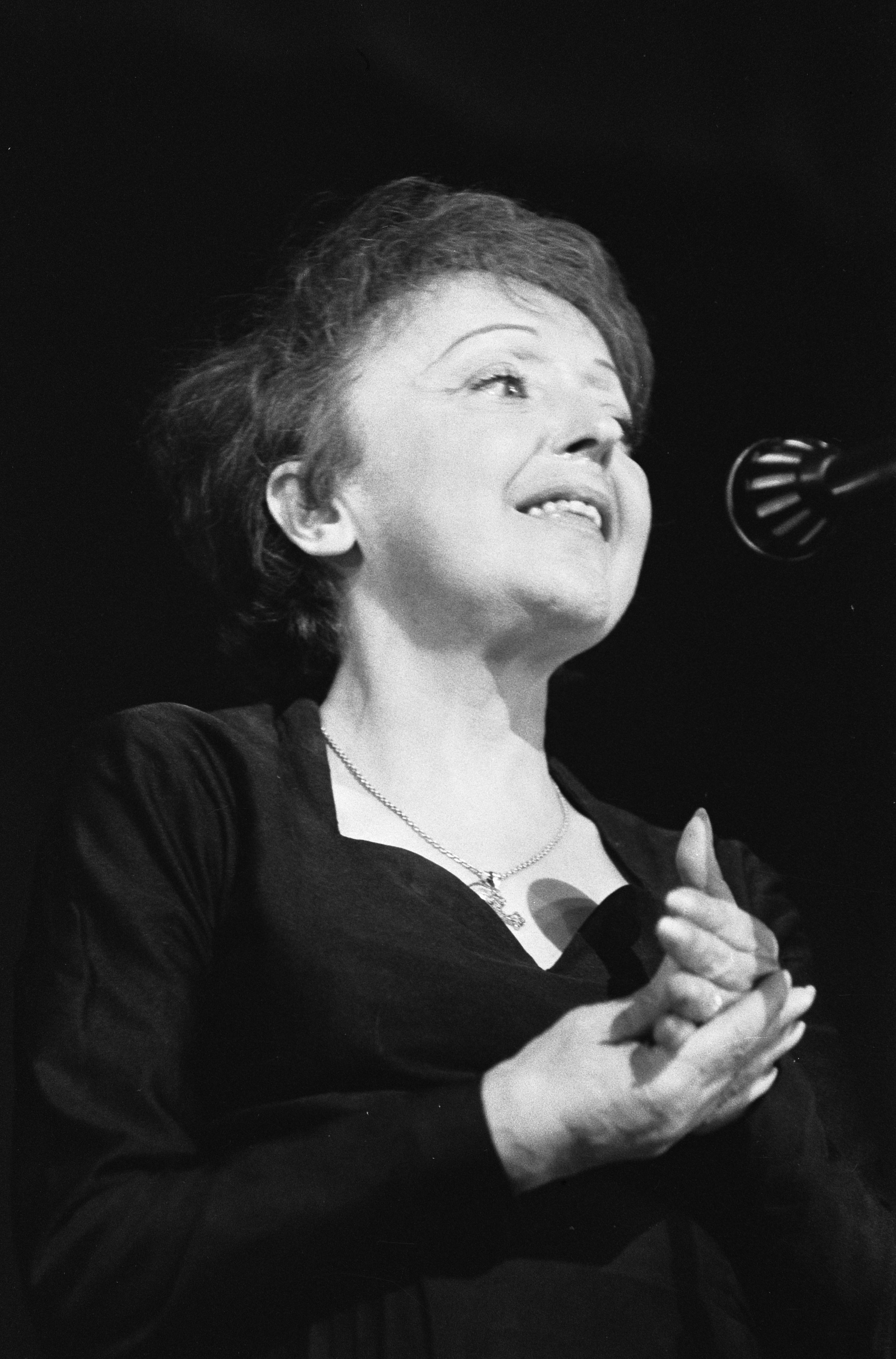
Édith Piaf, faimoasa cântăreață franceză, la Rotterdam, în 1962.

Cântarea, sinonimă cu cuvintele canto sau cântat, reprezintă actul de a produce sunete muzicale cu ajutorul vocii. Față de vorbirea normală, cântarea se folosește de tonalitate și de ritm. Cântatul se poate face de către o singură persoană, mai multe (într-o formație vocală sau într-un cor) cu sau fără acompaniament muzical vocal și/sau instrumental.
Persoana care cântă se numește cântăreț sau cântăreață. Cântarea vocală care se face fără acompaniament instrumental este considerată mai dificilă, numindu-se a cappella, iar cea realizată cu acompaniament muzical, cu ajutorul unui grup de muzicieni instrumentali (trio, cvartet, cvintet, orchestră, ... ) este considerată mai facilă, întrucât instrumentele pot ajuta cântăreții sau pot chiar ascunde greșelile și/sau lipsa de calități vocale.

## Istoric
Este foarte probabil că actul de a cânta, cântarea sau cântatul, se pierd în istoria umanității, fiind relativ sincrone cu folosirea vocii omenești în actul fundamental de comunicare, pe care îl reprezintă vorbirea. Până și Biblia, menționează actul cântării și al cântăreților care îl produc (în diverse scopuri) încă de la începuturile civilizației omenești, "Cântarea a fost prezentă încă de la creație." 

## Etimologie
În limba română, noțiunile de cântare și cântat, precum și cuvântul cântăreț fac parte din familia de cuvinte creată în jurul verbului a cânta.